# Cortinicara blatchleyi
Cortinicara blatchleyi is een keversoort uit de familie schimmelkevers (Latridiidae). De wetenschappelijke naam van de soort werd in 1989 gepubliceerd door Johnson.